# 풍차인생
《풍차인생》은 KBS 2TV에서 1993년 1월 17일에 방영된 드라마게임이다.

## 줄거리
평범한 샐러리맨인 이 과장은 매일 출근전쟁에 시달린다. 그런 남편이 안쓰러워 아내는 곗돈을 타서 중고차를 하나 장만하는데 잦은 접촉사고로 적잖은 수리비와 사고로 인한 지각 등 자동차로 인한 문제가 계속 발생한다.

## 등장 인물

### 주요 인물
- 백준기 : 이 과장 역
- 양미경 : 아내 역
- 이문환
- 남윤정
- 정종준
- 오욱철

### 그 외 인물
- 안대용
- 윤영주
- 윤초희
- 고아라
- 이용진
- 신원균
- 조재훈
- 오진수
- 남정희
- 권오균
- 안동석
- 김세원
- 윤영무